# Ulopa lamia
Ulopa lamia är en insektsart som beskrevs av Rauno E. Linnavuori 1972. Ulopa lamia ingår i släktet Ulopa och familjen dvärgstritar. Inga underarter finns listade i Catalogue of Life.